# Mika Sugihara
Mika Sugihara (杉原美香?, Sugihara Mika; Hiroshima, 22 giugno 1963) è un'ex cestista giapponese.

## Carriera
Con il Giappone ha disputato i Campionati del mondo del 1983.